# التهاب ما حول التاج
التهاب ما حول التاج أو التهاب حوائط التاج أو التهاب محيط التاج (بالإنجليزية: Pericoronitis)‏ هو حالة التهاب شائعة في الأعمار بين 17-24 تحدث عندما تحاول الأسنان البزوغ وبخاصة الأرحاء الثالثة (أضراس العقل). وذلك بسبب تجرثم النسج حول السن. من أسبابه الرئيسية العناية الفموية السيئة والرض الميكانيكي على النسج المجاورة للسن. وأحينا قد لا يكون ممكنا تفريش هذه المنطقة ومنع السن من الالتهاب من الحدوث بسبب عدم بزوغ السن بشكل كامل. يترافق مع هذه الحالة اندخال الطعام بين اللثة والسن وحدوث النخور.

## الأعراض
لثة مؤلمة ومتوذمة في منطقة السن المصاب، ومن الصعب العض دون الإغلاق عليها مع رائحة سيئة أو طعم في الفم بسبب المفرزات القيحية من اللثة المصابة.
أما الأعراض المتقدمة فتشمل انتباج بالعقد اللمفاوية تحت الفك. تشنجات في عضلات الفكين. انتباج في المنطقة الموافقة من الوجه. صعوبة في البلع. حمى وتحدد فتح الفم.

## العلاج[6]
علاج الحالة ذات الأعراض البسيطة هو الإرواء. أي غسل المنطقة بالماء الدافئ المضاف إليه ملح أو بالمضامض الفموية المطهرة مع التفريش واستعمال الخيوط السنية. وتزول الحالة خلال أسبوع واحد. ومن المحتمل جدا أن تنكس الحالة ويعود الالتهاب إذا لم يبزغ السن بشكل كامل أو يقلع.
علاج الحالة ذات الأعراض المتقدمة هي المضادات الحيوية.
في معظم الحالات سيعود الالتهاب ويكون الحل الوحيد هو القلع. وإذا ترك السن دون قلع فغالبا سيعود الالتهاب. ويمكن أن ينتشر الالتهاب إلى مناطق أخرى من الفم.
يجب أن يقلع السن عندما تكون الحالة غير حادة، أي الالتهاب غائب. لأن القلع في الحالة الحادة سيؤدي إلى انتشار الانتان إلى مناطق أخرى كالحنجرة مثلا . لذلك عادة ما ينظف طبيب الأسنان المنطقة أو/و يصف صادات حيوية وينتظر إلى أن تهدأ الحالة ثم يقلع السن.